# Nekràssovo (Leningrad)
|  | Per a altres significats, vegeu «Nekràssovo». |

Nekràssovo (en rus: Некрасово) és un poble de l'óblast de Leningrad, a Rússia, pertany al districte rural de Boksitogorski. El 2017 tenia vuit habitants.